# Fèlix Millet i Tusell
Fèlix Millet i Tusell   (Barcelona, 8 de desembre de 1935 - Cardedeu, 15 de març de 2023) va ser un empresari català. Va ser fundador de la Fundació Orfeó Català i Palau de la Música Catalana el 1990. També va ser-ne president fins que en va ser destituït el 2009, poc després de confessar públicament la seva involucració en el que s'ha anomenat Cas Millet.

## Biografia
Fill de Fèlix Millet i Maristany, qui va ser president de l'Orfeó Català entre 1951 i 1967, i renebot del mestre Millet (Lluís Millet i Pagès) un dels fundadors de l'Orfeó el 1891. És germà de Joan Millet i Tusell, exconseller de Banca Catalana, i de Xavier Millet i Tusell, candidat de Convergència i Unió a l'alcaldia de Barcelona el 1979.
El 1974, juntament amb Josep Trias de Bes i Joaquim Molins, va ingressar a l'empresa immobiliària Renta Catalana, dirigida pels germans Ignasi i Antoni Maria Baquer i Miró. El 6 de maig de 1983 fou enviat dues setmanes a presó preventiva per un suposat delicte d'estafa en relació amb aquesta empresa, juntament amb Ignasi Baquer i Eduardo Guillén Ulloa. El 1984 l'Audiència de Barcelona el condemnà a dos mesos de presó i a 30.000 pessetes de multa per un delicte d'imprudència que va facilitar un delicte de falsedat.
L'any 1990 creà la Fundació Orfeó Català - Palau de la Música Catalana, de la qual fou president i des de la qual es dinamitzaren les activitats del Palau, tot oferint beques i renovant-ne l'edifici, declarat per la UNESCO Patrimoni de la Humanitat.
El 1999 va rebre la Creu de Sant Jordi, que li seria retirada l'any 2009 arran de l'escàndol del Palau de la Música.
L'any 2003, Fèlix Millet va incorporar-se al patronat de l'Institut Catalunya Futur, secció regional de la Fundació per a l'Anàlisi i els Estudis Socials (FAES), presidida per José María Aznar. Aquell mateix any, la Fundació Orfeó Català - Palau de la Música Catalana va rebre un increment de 3 milions d'euros del Ministeri de Cultura del govern espanyol presidit pel mateix José María Aznar. L'any 2006 fou nomenat President de l'Agrupació Mútua i un any més tard de Bankpime. El 2007 fou nomenat vicepresident tercer de la Fundació FC Barcelona, càrrec del qual dimití el setembre de 2009 arran de l'escàndol de l'Orfeó Català. També havia estat membre de la Fundació Pau Casals.

### Escàndol de l'Orfeó Català - Palau de la Música

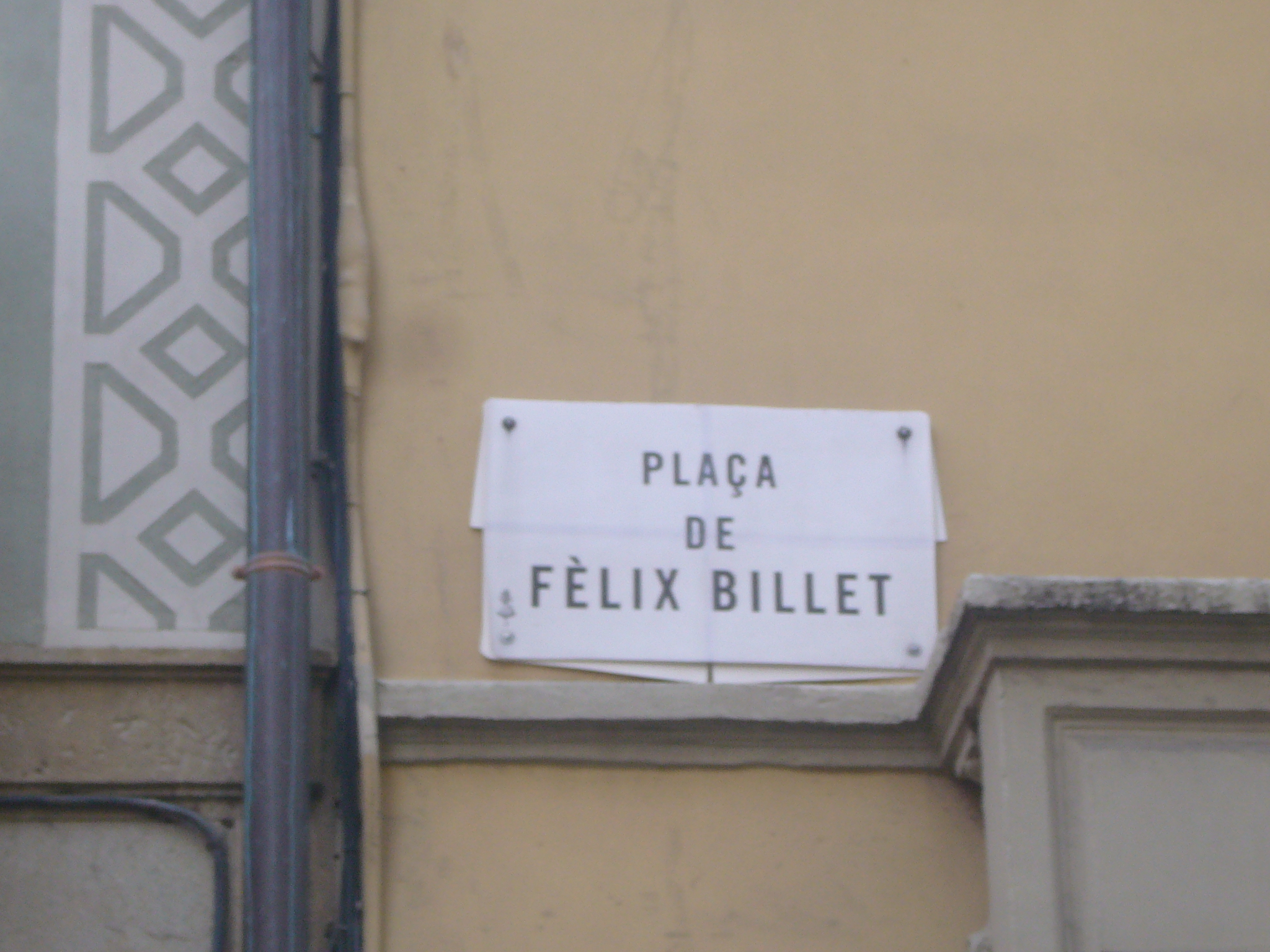
Placa amb el nom "Fèlix Billet", col·locada arran de l'escàndol, situada a la plaça de Lluís Millet, a Barcelona

Des del juliol de 2009 es veié implicat en una investigació de la fiscalia de Barcelona en què s'intentà aclarir un presumpte desviament de dos milions d'euros durant el 2003 i el 2004 per part de l'Associació Orfeó Català - Palau de la Música ni de la Fundació Orfeó Català, el patronat del qual era presidit per Millet. Al juny del 2009 la fiscalia de Barcelona ja havia presentat una querella per apropiació indeguda i falsedat contra Fèlix Millet i tres responsables i directius més de la Fundació.
El 28 de juliol de 2009 fou destituït del seu càrrec de president del Palau de la Música i el 31 de juliol següent ell mateix va cessar el seu càrrec de president de Bankpime. Millet va confessar haver desviat per al seu benefici personal almenys 3,3 milions d'euros, que va destinar, entre altres usos, a reformar immobles de la seva propietat i a pagar viatges a la seva família. També va confessar que entre 2007 i 2009 va fer que la Fundació del Palau abonés 1,3 milions d'euros per pagar obres i reformes en immobles propietat de la seva família a l'Ametlla del Vallès i Barcelona. També va desviar 500.000 euros dels fons del Palau per costejar viatges particulars de la seva família i la del seu col·laborador Jordi Montull a part dels seus honoraris de més d'1,5 milions d'euros. També confessà que van pagar comissions i van contractar pagant en negre.
El 8 d'octubre de 2009 el jutge que investiga Millet en va aixecar el secret del sumari. Segons aquest, la xifra del frau podria arribar als deu milions d'euros, més del triple del que Millet havia reconegut en la seva confessió. Paral·lelament, Millet també ha estat acusat d'un delicte urbanístic, d'apropiació il·lícita així com tràfic d'influències per a la construcció d'un hotel davant del Palau de la Música. Degut a això, la tarda del 17 de juny del 2010, la jutge Miriam de Rosa Palacio, que instruïa el cas, després d'haver declarat durant tot el dia a la Ciutat de la Justícia, ordenà el seu l'empresonament preventiu, juntament amb Montull, a la presó Model. Poc després quedarien en llibertat.
El juny de 2016, el Tribunal Suprem va absoldre Millet i Montull en el cas Hotel del Palau, deixant el cas sense cap condemnat. El març de 2017 va començar el judici del Cas Millet. Durant aquest judici, Millet va confirmar els fets i va dir que feia servir l'entramat empresarial del Palau per a finançar il·legalment Convergència Democràtica de Catalunya.
La decisió de la sentència emesa per la secció 10 de l'Audiència de Barcelona publicada el 15 de gener de 2018, va condemnar a Jordi Montull, a 7 anys i mig de presó pel saqueig, a la seva filla Gemma Montull a 4 anys i mig de presó, i a l'expresident Fèlix Millet a 9 anys i 8 mesos de presó. El 5 de febrer de 2018 va ingressar a la presó per al compliment de la seva condena. La seva dona, Marta Vallès Guarro, i la seva filla, Laila Millet Vallès, van ser declarades partícips a títol lucratiu. Marta Vallès havia de retornar a Palau 6.410.000 d'euros i la seva filla Laila, 112.782 euros. Fèlix Millet va ser multat amb 4,1 milions d'euros per blanqueig de capitals i per delicte de frau a Hisenda, i entre ell i Jordi Montull Bagur haurien de tornar al Palau de la Música Catalana més de 23.200.000 de euros.
Tot i que va sol·licitar l'indult, va entrar a presó en juny de 2020.
Va morir el 15 de març de 2023 en una residència a Cardedeu.

## Premis
Fou beneficiari dels premis següents:
- L'any 1981 li va ser concedida la Corbata d'Isabel la Catòlica com a President de l'Orfeó Català.[16]
- El 1988 li va ser concedida la Clau de Barcelona.[16]
- El 7 de juliol de 1999 li va ser concedida la Creu de Sant Jordi per la Generalitat de Catalunya. L'any 2009 se li va retirar aquest guardó arran de l'escàndol del Palau de la Música.[5]
- Distingit com a Senyor de Barcelona atorgat el dia 10 novembre 2005[16][17]
- Distingit amb la creu d'Or per l'AEFE (Agrupación Española de Fomento Europeo) – atorgada el dia 8 de març de 2008[16]
- Distingit com a Confrare d'Honor per la Confraria del Cava Sant Sadurní – 25 de juny de 2008[18]
- Distingit com a Conciutadà que ens honora – 9 de juliol de 2008[19]